# Арматурні верстати
Армату́рні верста́ти — верстати для підготовки арматурної сталі та виготовлення арматурних каркасів залізобетонних конструкцій.

## Види
Розрізняють арматурні верстати для очищення, правки, зміцнення (холодним вальцюванням, протягуванням, періодичним сплющуванням тощо), стикового зварювання відрізків, анкерування кінців, різання та гнуття арматури.
Правка, різання та очищення арматури (діаметром до 14 мм) провадяться на автоматичних арматурних верстатах. Для виробництва каркасів та сіток застосовують зварювальні автоматичні верстати. Спеціальні верстати використовуються для напруження арматури під час навивання її на форму або бетонну основу.